# Vicky Colombet
Pour les articles homonymes, voir Colombet.
Vicky Colombet est une artiste franco-américaine née en 1953 à Paris. Elle vit et travaille entre Paris et New York.

## Biographie
Née à Paris en 1953, Vicky Colombet a grandi à Paris dans une famille artistique et intellectuelle du côté paternel et nomade du côté maternel. La quête de sa mère pour ses origines a conduit la famille à voyager souvent en Asie. La culture et la philosophie asiatiques resteront pour elle une influence majeure. Passionnée de poésie et de philosophie, Colombet a écrit deux essais dans Les Temps Modernes. De 1972 à 1978 elle fait partie du Mouvement de Libération des Femmes (MLF). En 1974, elle rencontre Simone de Beauvoir, Anne Zelensky, Annie Sugier et Annie Cohen et collabore avec elles. De cette collaboration nait la Ligue du Droit des Femmes.
Elle crée la même année le journal “Les Nouvelles Féministes” dans le cadre de la Ligue du Droit des Femmes, dont Simone de Beauvoir sera l’éditeur en Chef jusqu’en 1977.  Durant ces années, elle se lie d’amitié avec Toby Gilbert, Delphine Seyrig, Ioana Wieder, Carole Roussopoulos et l’écrivain Christiane Rochefort (1917-1998) qui deviendra une amie proche.  En 1976, elle rencontre le peintre abstrait  Henri Dimier ,, (1899-1986) qui sera son professeur de peinture pendant que Christiane Rochefort l’encourage à suivre une carrière artistique. Ayant eu l'occasion de rencontrer Agnès Martin dans les dernières années de sa vie, Colombet sera guidée par sa rigueur et son retrait du monde. En 2001, Colombet part aux États-Unis et devient citoyenne Américaine en 2013. 

## Œuvre
Tant dans ses peintures et dessins que dans ses travaux sur verre, Colombet traduit les flux dynamiques de l’univers. “Souffle” est le caractère qu’elle recherche dans son œuvre. Chacune des peintures de Colombet est le résultat d’un long processus qui commence par le choix de la qualité de la toile qu’elle achète en Espagne ou en France. Colombet fait son propre apprêt  et broie ses pigments. Ses tableaux sont vus à la fois comme pure abstraction et comme des études de nature. Ils parviennent à paraître résolument non objectifs tout en véhiculant le poids d’une étude de montagnes ou de pierres. “En fait, on peut dire que sa philosophie des formes occupe un point où l’abstraction et la nature se rencontrent. La singulière vision de Colombet jongle avec l'opposition de la représentation et de l'abstraction. L'intelligence remarquable de son art est, en effet, basée sur une recherche objective et presque scientifique sur les relations entre les deux. Vicky Colombet étend notre connaissance de la capacité de l'art à communiquer des effets qui sont intrinsèquement mystérieux mais vraiment convaincants comme des choses à voir.

## Carrière artistique et Principales Expositions
Récipiendaire du prix de la Fondation Adolph & Esther Gottlieb en 2001, et de la bourse de la Fondation Pollok-Krasner (en) en 2014, Vicky Colombet est membre de la Fondation Elizabeth pour les Arts à Manhattan, New York. Son travail a été largement exposé des deux côtés de l'Atlantique et se trouve dans un certain nombre d'importantes collections privées aux États-Unis et en Europe. Notamment, ses deux premiers expositions personnelles aux États-Unis ont eu lieu à la galerie Haim Chanin Fine Arts à New York et la Gallery Evo Gallery à Santa Fe, toutes deux revues dans Art in America. De 2005 à 2012, elle a collaboré avec l'architecte espagnol Enric Ruiz-Geli (es) pour créer un monumental travail en verre (150x12 pieds) à l'intérieur de la Villa Nurbs,. De 2012 à 2015, elle a eu plusieurs expositions de groupe, à la galerie Bernard Jacobson. En 2016, au Museum of Fine Arts à St. Petersburg en Floride. La même année, le musée Albright Knox a acquis pour sa collection l'une de ses grandes peintures de la série « Antarctica ». Le Musée Marmottan Monet a invité Vicky Colombet en 2020 pour réaliser un dialogue avec Claude Monet, intitulé "Dialogues Inattendus - Peindre comme la Rivière, Monet/Colombet". Puis  "Impression, Soleil Levant" Monet/Fromanger/Colombet au Musée Bund One Art à Shanghai avec le Musée Marmottan Monet, l' Académie des Beaux Arts et le Consulat Général de France à Shanghai. 
En 2022, le musée Marmottan Monet, en collaboration avec le Musée Barberini, célèbrent les 150 ans, Impression, soleil levant et lui rendent hommage à travers l’exposition « Face au Soleil, un astre dans les arts », présentée à Paris du 21 septembre 2022 au 29 janvier 2023. Vicky Colombet fait partie des quelques-uns des maîtres réunis pour célébrer le plus illustre lever de soleil de l’histoire de l’art.. Vicky Colombet est représentée par The Elkon Gallery à New York, et la Galerie Dutko à Paris.

## Prix, Bourses, Résidences
- 2000 DRAC, Languedoc et Roussillon, France
- 2001 Adolph & Esther Gottlieb Prize, Adolph and Esther Gottlieb Foundation (en)
- 2004 - 2023 Elizabeth Foundation for the Arts[25] Studio Program
- 2014 Pollock Krasner Foundation Grant[26]
- 2017 - 2018 Shillim Foundation[27],[28]

## Collections Publiques
- Albright Knox Museum, Buffalo, NY, USA
- Musée Marmottan Monet, Paris, France
- Museum of Fine Arts, St. Petersburg, FL, USA
- Tucson Museum of Art, AZ, USA
- Museum of Fine Arts (MFAH), Houston, TX, USA